# Hadjout (distrito)
Hadjout é um distrito localizado na província de Tipasa, Argélia. Sua capital é a cidade de mesmo nome. A população total do distrito era de 68 477 habitantes, em 2008.

## Comunas
O distrito está dividido em duas comunas:
- Hadjout
- Merad